# Cherveux

Cherveux este o comună în departamentul Deux-Sèvres, Franța. În 2009 avea o populație de 1,622 de locuitori.